# Unterseeboot 254
Le Unterseeboot 254 (ou U-254) est un sous-marin allemand (U-Boot) de type VII.C utilisé par la Kriegsmarine (marine de guerre allemande) pendant la Seconde Guerre mondiale.

## Historique
Mis en service le 8 novembre 1941, l'Unterseeboot 254 reçoit sa formation de base à Danzig en Pologne au sein de la 8. Unterseebootsflottille jusqu'au 31 juillet 1942, puis l'U-254 intègre son unité de combat à la base sous-marine de Brest, à la 9. Unterseebootsflottille.
L'Unterseeboot 254 a effectué trois patrouilles dans lesquelles il a coulé trois navires marchands ennemis pour un total de 18 553 tonneaux au cours des 87 jours en mer.
Il réalise sa première patrouille, du port de Kiel le 14 juillet 1942 sous les ordres du Kapitänleutnant  Hans Gilardone. Après 37 jours de mer et un navire coulé de 1 218 tonneaux, l'U-254 rejoint le port de Brest le 19 août 1942.
Sa deuxième patrouille, sous les ordres du Kapitänleutnant Odo Loewe, fait partir l'U-254 de la base sous-marine de Brest, le  21 septembre 1942. Après 32 jours en mer et deux navires marchands coulés pour un tonneaux de 17 335 tonneaux, l'U-254 écourte sa mission et retourne à Brest le 22 octobre 1942.
Pour sa troisième patrouille, il quitte le port de Brest le 21 novembre 1942 sous les ordres du Kapitänleutnant  Hans Gilardone. Après 18 jours en mer, l'U-254 est coulé le 8 décembre 1942 dans l'Atlantique Nord au sud-est du Cap Farvel au Groenland  à la position géographique 58° 45′ N, 33° 02′ O après une collision avec le sous-marin allemand Unterseeboot 221 sous les ordres de l'Oberleutnant zur See Hans-Hartwig Trojer. Les deux U-Boote pistaient des convois dans l'Atlantique Nord . 
L'U-254 coule immédiatement tuant 41 membres d'équipage, seuls quatre hommes sont secourus, dont le commandant. L'U-221, gravement endommagé, est incapable de plonger. Le commandant Hans-Hartwig Trojer cesse donc sa patrouille et retourne à Saint-Nazaire le 23 décembre 1942. Hans-Hartwig Trojer est dégagé de toute responsabilité dans l'accident.

## Affectations successives
- 8. Unterseebootsflottille à Danzig du 8 novembre 1941 au 31 juillet 1942 (entrainement)
- 9. Unterseebootsflottille à Brest du 1er août au 8 décembre 1942 (service actif)

## Commandement
- Kapitänleutnant  Hans Gilardone du 8 novembre 1941 au 8 décembre 1942
- Kapitänleutnant Odo Loewe de septembre à octobre 1942

## Patrouilles
|       | Commandant            | Départ            | Départ | Arrivée         | Arrivée | Jours    | Succès   |
| ----- | --------------------- | ----------------- | ------ | --------------- | ------- | -------- | -------- |
| 1     | Kptlt. Hans Gilardone | 14 juillet 1942   | Kiel   | 19 août 1942    | Brest   | 37 jours | 1 218    |
| 2     | Kptlt. Odo Loewe      | 21 septembre 1942 | Brest  | 22 octobre 1942 | Brest   | 32 jours | 17 335   |
| 3     | Kptlt. Hans Gilardone | 21 novembre 1942  | Brest  | 8 décembre 1942 | Coulé   | 18 jours |          |
| Total | Total                 | Total             | Total  | Total           | Total   | 87 jours | 18 553 t |

Note : Kptlt. = Kapitänleutnant

### Opérations Wolfpack
L'U-254 a opéré avec les Wolfpacks (meute de loups) durant sa carrière opérationnelle:
1. Luchs (27 septembre 1942 - 6 octobre 1942)
2. Panther (6 octobre 1942 - 12 octobre 1942)
3. Leopard (12 octobre 1942 - 14 octobre 1942)
4. Panzer (27 novembre 1942 - 8 décembre 1942)

## Navires coulés
L'Unterseeboot 254 a coulé 3 navires marchands ennemi pour un total de 18 553 tonneaux au cours des 3 patrouilles (87 jours en mer) qu'il effectua.
| Date           | Nom du navire       | Nationalité | Tonnage | Fait  |
| -------------- | ------------------- | ----------- | ------- | ----- |
| 2 août 1942    | SS Flora II         | Royaume-Uni | 1 218   | Coulé |
| 3 octobre 1942 | SS Robert H Colley  | USA         | 11 651  | Coulé |
| 9 octobre 1942 | SS Pennington Court | Royaume-Uni | 6 098   | Coulé |

### Source et bibliographie
- (en) Cet article est partiellement ou en totalité issu de l’article de Wikipédia en anglais intitulé « German submarine U-254 » (voir la liste des auteurs).
- Chris Bishop, historien militaire (trad. de l'anglais par Christian Muguet), Les sous-marins de la Kriegsmarine : 1939-1945 : le guide d'identification des sous-marins [« The spellmount submarine identification guide : Kriegsmarine U-boats 1939-1945 »], Paris, Éd. de Lodi, 2008, 192 p. (ISBN 978-2-84690-327-1, OCLC 470721805, BNF 41298980)